# Opălceneț, Stara Zagora
Opălceneț (în bulgară Опълченец) este un sat în comuna Bratea Daskalovi, regiunea Stara Zagora,  Bulgaria. 

## Demografie
Componența etnică a satului Opălceneț
     Bulgari (57,35%)
     Turci (37,9%)
     Nicio identificare (4,73%)
     Altele (0%)
La recensământul din 2011, populația satului Opălceneț era de 401 locuitori. Din punct de vedere etnic, majoritatea locuitorilor (57,35%) erau bulgari, cu o minoritate de turci (37,9%). Pentru 4,73% din locuitori nu este cunoscută apartenența etnică.